# Vöhlerbach
Der Vöhlerbach, auch Vöhler Bach und im Oberlauf Seebach genannt, im hessischen Landkreis Limburg-Weilburg ist ein 14,3 km langer, westlicher und orographisch rechter Zufluss des Kallenbachs im Westerwald.

## Name
Als Oikonym erscheint der Name erstmals 1296 als Volene. Er leitet sich wahrscheinlich vom germanischen *fulla- für „voll“ ab.

## Geographie

### Verlauf
Der Bach entspringt als Seebach im Ostteil des Westerwaldes. Seine Quelle liegt im Oberwesterwälder Kuppenland − etwa 900 m westsüdwestlich des Ortskerns vom abseits des Fließgewässers gelegenen Mengerskirchen − auf dem Südhang des Graubergs (ca. 495 m ü. NHN) beim Hof Weißenburg auf rund 432 m Höhe.
Der überwiegend südostwärts verlaufende Bach fließt anfangs als Seebach östlich am Seeköppel (ca. 420 m) vorbei, wobei er das Naturschutzgebiet Stauwurzel des Seeweihers bei Mengerskirchen und, nach Einmünden des Winnauer Bachs, den Seeweiher Mengerskirchen durchfließt; an dem Stillgewässer liegt ein Campingplatz.
Dann passiert der Seebach den westlich befindlichen Lauersberg (ca. 347 m) und das östlich liegende Rückershausen. Kurz darauf fließt er entlang dem Westrand des Naturschutzgebiets Rückershäuser Moor, wo der aus Richtung Nordwesten vom nahen Dorf Waldernbach kommende Klingelbach einmündet; zwischen beiden Ortschaften liegen mehrere Fischteiche nahe dem Bach. Nach anschließendem Einmünden eines auch Seebach genannten Fließgewässers passiert er den Bauernhof Erlenhof und den Füllberg (Füllburg; ca. 358 m), dessen einstiger Gipfel im Rahmen eines Basaltsteinbruchs abgetragen wurde.
Östlich des Füllbergs zweigt vom Seebach ein Kanal ab, der nach etwa 1,1 km Fließstrecke den rund 200 m südwestlich vom Seebach liegenden Vöhler Weiher erreicht, der außer dem Wasser des Kanals durch jenes eines etwa 500 m langen Bachs gespeist wird und als Naturdenkmal ausgewiesen ist; an dem Stillgewässer befinden sich die einstige Vöhler Mühle und ein Campingplatz. Das im Weiher vereinte Wasser von Kanal und Bach mündet 400 m unterhalb davon in das fortan Vöhlerbach genannte Fließgewässer.
Dann fließt der Vöhlerbach, nach südlichem Einmünden von Reichenbornbach und Kirchbach, direkt südlich an Barig-Selbenhausen vorbei und passiert danach die Bauernhöfe Steinkehof, Petersmoorer Hof, Pfannerhof und Crombacher Hof. In diesem Talbereich verläuft er zwischen den Bergen Rödern (397,1 m), Almerskopf (336,4 m) und Bühl (268 m) im Norden sowie Hohburg (395,5 m), Roter Kopf (391 m) und Hinterster Kopf (382,7 m) im Süden, auf denen sich mit Ausnahme von Rödern und Bühl jeweils Ringwälle (wie jener der Wallburg Almerskopf) befinden.
Schließlich mündet der Vöhlerbach in der zum Weilburger Lahntalgebiet gehörenden Löhnberger Talweitung an der nordwestlich von Löhnberg befindlichen Löhnberger Hütte – etwa 200 m nördlich der Bundesstraße 49 – auf rund 145 m Höhe in den dort von etwa Norden kommenden Lahn-Zufluss Kallenbach.

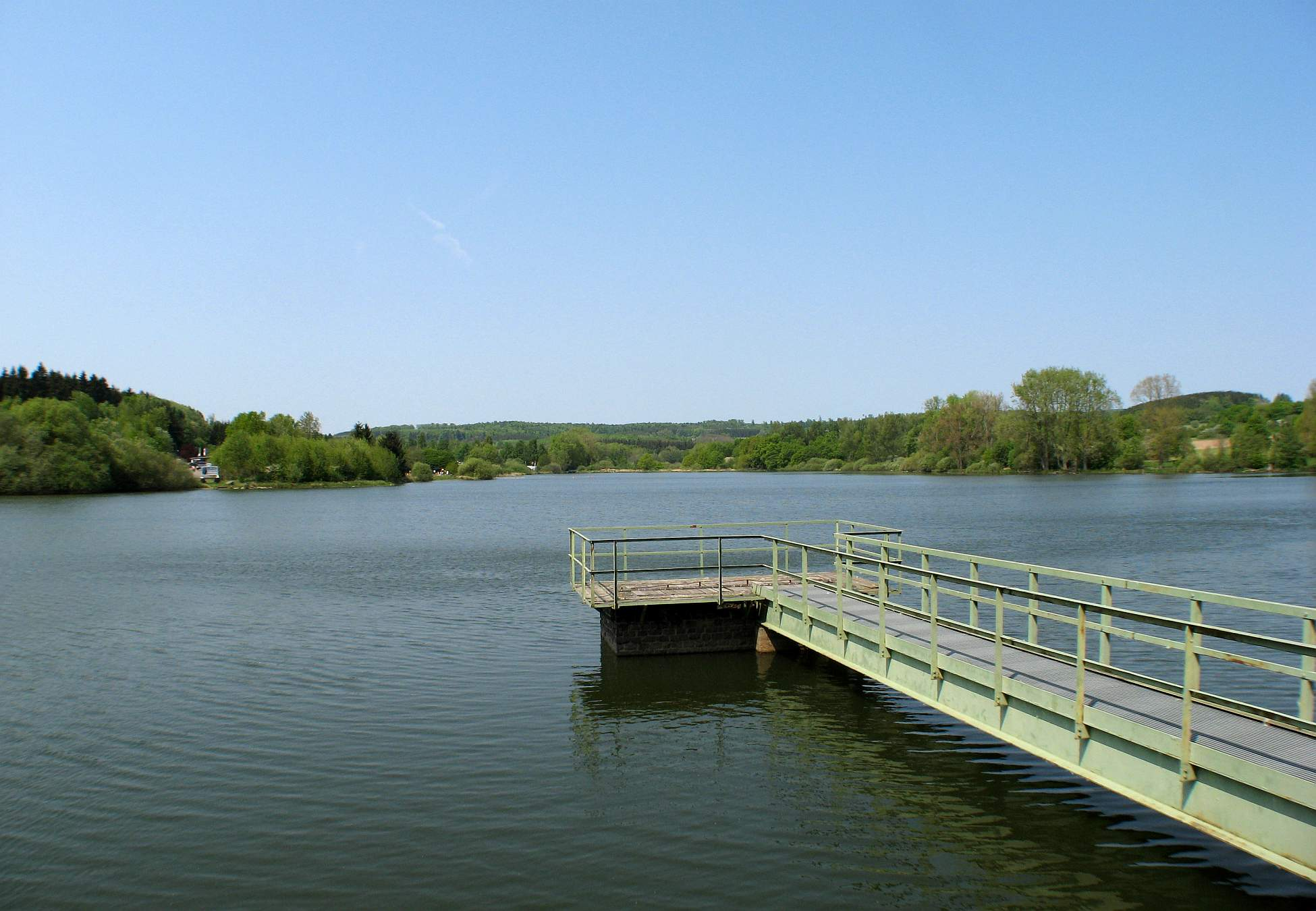
Vom Vöhlerbach durchflossener Seeweiher Mengerskirchen zwischen Mengerskirchen und Waldernbach
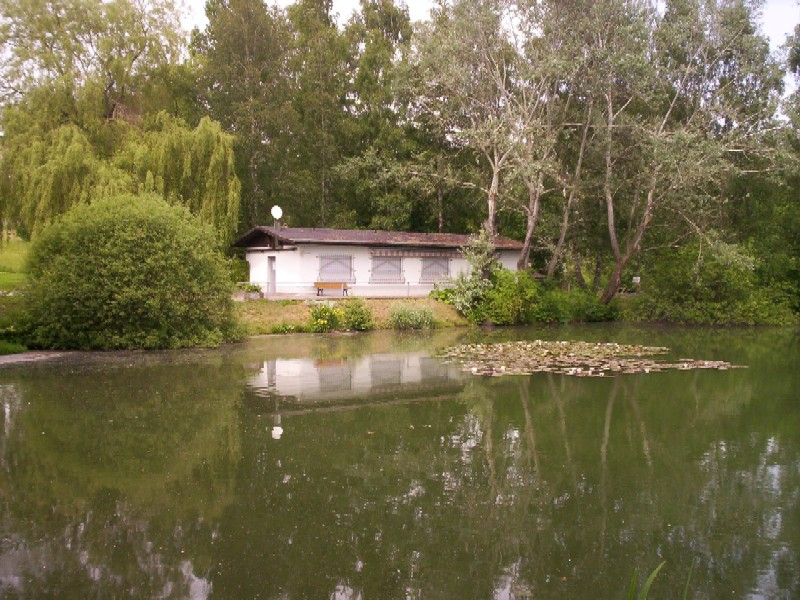
Fischteich zwischen Rückershausen und Waldernbach
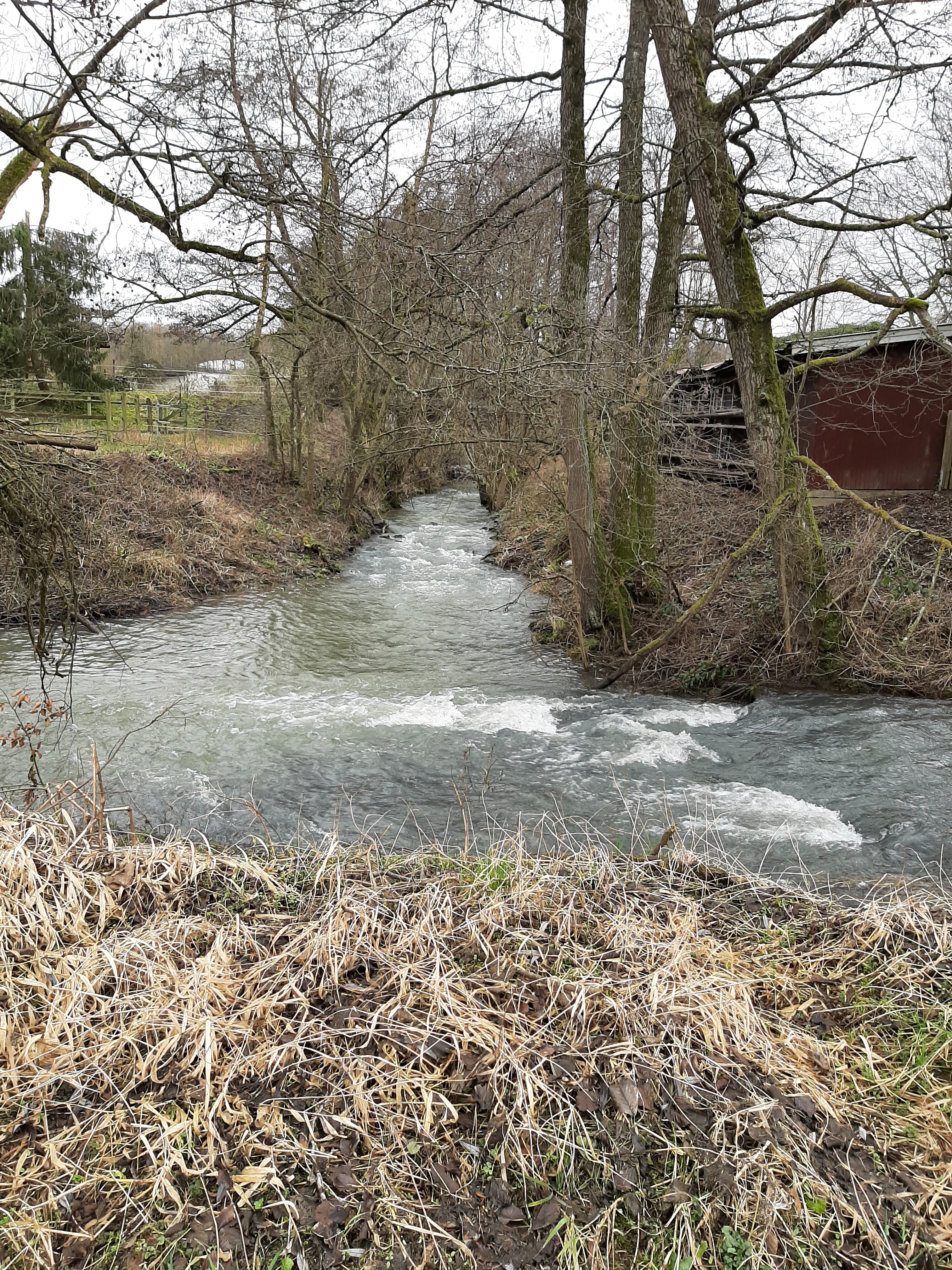
Die Mündung des Vöhlerbachs in den Kallenbach

### Einzugsgebiet und Zuflüsse
Das Einzugsgebiet von Seebach/Vöhlerbach ist etwa 29,869 km² groß. Zu seinen Zuflüssen gehören mit orographischer Zuordnung (l = linksseitig, r = rechtsseitig), Gewässerlänge und Mündungsort mit Vöhlerbachkilometer (bachabwärts betrachtet):
- Winnauer Bach (r; 1,4 km, an Stauwurzel vom Seeweiher Mengerskirchen, bei km 13,1)
- Klingelbach (r; 3 km, unterhalb Rückershausen, von Waldernbach kommend, nahe km 10,05)
- Seebach (r; 1,2 km, unterhalb NSG Rückershäuser Moor, nahe km 9,75)
- Bach vom Vöhler Weiher (r; 1,2 km[4], weit oberhalb Barig-Selbenhausen, nahe km 7,25)
- Reichenbornbach (l; 2,3 km, direkt oberhalb Barig-Selbenhausen, bei km 5,9)
- Kirchbach (r; 1,8 km, direkt oberhalb Barig-Selbenhausen, nahe km 5,85)

## Wassermühlen
Wassermühlen am Vöhlerbach sind/waren unter anderem (bachabwärts betrachtet):
- Seemühle I (zwischen Seeweiher Mengerskirchen und Rückershausen)
- Seemühle II (ebenda)
- Seemühle III (ebenda)
- Seemühle IV (ebenda)
- Vöhler Mühle (am abseits von Seebach/Vöhlerbach liegenden Vöhler Weiher)
- Mittelmühle (oberhalb Barig-Selbenhausen)
- Hasenmühle (ebenda)